# Sol de Mañana
Sol de Mañana är en gejser i Bolivia.   Den ligger i departementet Potosí, i den södra delen av landet, 500 km sydväst om huvudstaden Sucre. Sol de Mañana ligger 4 852 meter över havet.
Terrängen runt Sol de Mañana är kuperad. Trakten runt Sol de Mañana är nära nog obefolkad, med mindre än två invånare per kvadratkilometer.. Det finns inga samhällen i närheten. 
Trakten runt Sol de Mañana är ofruktbar med lite eller ingen växtlighet.